# Branko Balić
Branko Balić (1930. – 1976.), hrvatski fotograf i povjesničar umjetnosti. Foto-kroničar kulturno‐društvenih zbivanja i umjetničkih mreža i tendencija od kraja 1950-ih do sredine 1970-ih godina u Hrvatskoj. Važna je njegova fotografska studija grada Karlovca i okolice koju je snimio početkom 60-ih godina 20. stoljeća uoči izložbe Karlovac 1945. – 1965. koja je bila u Gradskom muzeju Karlovac. Zanimali su ga prizori iz urbane svakodnevice, prostorne mijene nastale zbog procesa modernizacije i poslijeratne izgradnje grada, kao i prizori radnika u raznim industrijskim pogonima. Djelo su mu dokument karlovačke poslijeratne izgradnje i industrije 1960-ih. Fotodokumentirao je umjetnički rad, zbog čega su mu djela važni dokumenti vremena za istraživanje povijesti umjetnosti, opusa umjetnika i umjetničkih tendencija, povijesti oblikovanja i dizajna, kazališne i filmske umjetnosti te fenomena s područja urbanizma i arhitekture 20. stoljeća u Hrvatskoj i regiji. Balić je u slijedu, bez praznina u vremenu snimanja fotografirao atelijere umjetnika, arhitekata i dizajnera, odnosno mjesta gdje su nastajali umjetnički radovi i vibrantne suvremene umjetničke prakse, tako da se može pratiti vremenski slijed događaja i stvaranja. Arhivska zbirka njegove fotografske ostavštine sadrži oko 12.000 fotografskih negativa. Pohranjena je od 1977. godine u Institutu za povijest umjetnosti u Zagrebu.